# Franz Semper
Franz Semper (* 5. Juli 1997 in Borna) ist ein deutscher Handballspieler, der bei dem SC DHfK Leipzig spielt.

## Karriere

### Verein
Semper spielte ab 2013 für den SC DHfK Leipzig. Ein Zweitspielrecht besaß der rechte Rückraumspieler für den Dessau-Roßlauer HV. 2014 gewann er mit der B-Jugend die deutsche Meisterschaft. In den zwei darauffolgenden Jahren gewann er mit der A-Jugend ebenfalls die deutsche Meisterschaft. Ab 2015 gehörte er zum Männerkader des SC DHfK Leipzig. Er wurde für das All-Star Game 2018 nominiert. Semper hatte seinen bis zum Jahr 2019 gültigen Vertrag im August 2018 vorzeitig um ein Jahr verlängert. Semper absolvierte 183 Spiele für Leipzig, in denen er 547 Tore warf, mit einer Quote von ca. 49,4 %. Nachdem er ab der Saison 2020/21 für die SG Flensburg-Handewitt aufgelaufen war, kehrte er zur Saison 2023/24 zum SC DHfK Leipzig zurück.

### Nationalmannschaft
Bei der U21-Weltmeisterschaft 2015 in Brasilien holte Semper mit seinem Team Bronze, er erzielte in diesem Turnier in 9 Spielen 11 Tore. Ein Jahr später bei der U20-Europameisterschaft 2016 in Dänemark gewann er die Silbermedaille. Bei der U21-Weltmeisterschaft 2017 in Algerien erreichte er mit dem DHB-Team den 4. Platz und erzielte in 9 Spielen 36 Tore.
Zur Handball-EM 2018 wurde er von Bundestrainer Christian Prokop in den 28-Kader berufen. Seine erste Einladung in den DHB-Kader erfolgte am 12. Oktober 2018 für die Qualifikations-Länderspiele zur EM-2020 im Oktober. Sein erstes Länderspiel für die A-Nationalmannschaft absolvierte er am 24. Oktober 2018 gegen Israel in Wetzlar, in dem er vier Tore erzielte. In der Nationalmannschaft trägt er die Nummer 32 auf dem Trikot. Bei der Weltmeisterschaft 2025 scheiterte die DHB-Auswahl im Viertelfinale und beendete das Turnier auf Rang 6. Semper ging angeschlagen in das Turnier und zog sich in seinem einzigen Einsatz in der Hauptrunde (5 Tore) eine neue Verletzung zu.